# Salomé Zourabichvili
Salomé Zourabichvili (en georgià: სალომე ზურაბიშვილი, Salomè Zurabixvili; París, 18 de març de 1952) és una política francogeorgiana. Presidenta de Geòrgia 2018-2024 .
Va treballar com a diplomàtica pel servei francès, i des de 2004 fins a 2005 va ser ministra de Relacions Exteriors de Geòrgia. Prèviament havia estat diputada independent al Parlament de Geòrgia. Va ser la coordinadora del Grup d'Experts que assisteixen al Consell de Seguretat de les Nacions Unides en el Comitè de Sancions contra Iran.
Zourabichvili es va postular com a candidata independent recolzada pel partit governant Somni Georgià en les eleccions presidencials georgianes de 2018. En la primera volta que va tenir lloc el 28 d'octubre de 2018 va quedar en primer lloc amb el 39% dels vots. En la segona volta realitzada el 28 de novembre del mateix any, va obtenir el 60% dels vots, convertint-se en la primera presidenta de Geòrgia.
El març del 2023 es va promoure una iniciativa legislativa al Parlament, inspirada en la llei russa de 2012 sobre agents estrangers, que l'oposició va valorar que restringia a la pràctica la llibertat d'expressió i les activitats de les ONG, amb la pretensió de declarar «agents de l'estranger» als mitjans i ONG que rebessin més d'un 20% del total dels seus fons de l'estranger. Això va provocar un seguit de protestes massives proeuropees al carrer a les quals Zourabichvili va donar suport explícit.